# Miranda (Avilés)
Miranda este una din cele șase parohii (diviziune administrativă) din Avilés și, în același timp, o municipalitate, care se găsește în comunitatea autonomă Asturia, aflată în nord-vestul Regatului Spaniol.
Are o suprafață de 2,93 km2 și avea populația de 1.568 de locuitori în 2011.

## Sate aparținătoare
| - Alfaraz - Bao - Los Calvos - Cruz de Illas - Cruz de la Hoguera - Heros - La Lleda | - Miranda - Nondivisa - Pozo la Granda - Santa Ana - Santo Domingo - Vidoledo - Villanueva |